# A1 Grand Prix
El A1 Grand Prix (abreviado A1GP) fue una competición automovilística de velocidad de monoplazas organizada por el jeque de Dubái, Maktoum Hasher Maktoum Al Maktoum, con la idea de una Copa Mundial de Automovilismo Deportivo en el que compiten países en vez de equipos. La temporada se corre principalmente durante el invierno boreal, cuando normalmente no hay carreras de monoplazas.
La letra A, siendo la primera en los nombres de la mayoría de los continentes, representa al mundo. El número 1 representa la unidad entre ellos. GP es por Grand Prix, que es el punto más alto en la habilidad de un piloto. Se esperaba que a mediados de 2011 volviera bajo el nombre de A10 World Series, pero siendo una categoría muy diferente a la A1GP, pero inspirada en ella. Nunca se concretó.

## Pilotos y equipos

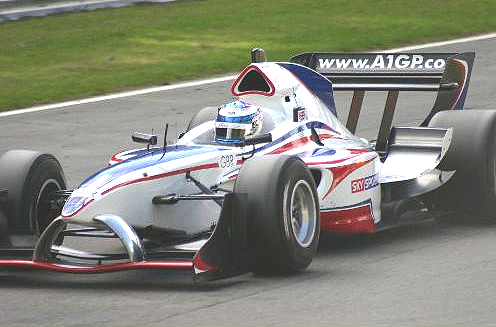
Monoplaza del equipo de Reino Unido.

Hay 22 equipos que representan a países, de la misma manera que en los campeonatos mundiales de deportes de pelota. Cada equipo es apadrinado por una o más estrellas del espectáculo o del deporte de dicho país.
Los pilotos requieren la Licencia Grado B Internacional de la Federación Internacional del Automóvil. Cada equipo puede presentar hasta 3 pilotos por fecha, pero solo uno por carrera (sea el mismo o distintos). Los puntos se otorgan únicamente a los equipos, no hay tabla de pilotos.
| África | Asia | Europa |
| --- | --- | --- |
| - Sudáfrica (2005/06-2008/09)                                                                                       | - China (2005/06-2008/09) - India (2005/06-2008/09) - Indonesia (2005/06-2008/09) - Japón (2005/06) - Corea del Sur (2008/09) - Líbano (2005/06-2008/09) - Malasia (2005/06-2008/09) - Pakistán (2005/06-2008/09) - Singapur (2006/07) | - Alemania (2005/06-2008/09) - Austria (2005/06) - Francia (2005/06-2008/09) - Reino Unido (2005/06-2008/09) - Grecia (2006/07) - Irlanda (2005/06-2008/09) - Italia (2005/06-2008/09) - Mónaco (2008/09) - Países Bajos (2005/06-2008/09) - Portugal (2005/06-2008/09) - República Checa (2005/06-2007/08) - Rusia (2005/06) - Suiza (2005/06-2008/09) |
| América | - China (2005/06-2008/09) - India (2005/06-2008/09) - Indonesia (2005/06-2008/09) - Japón (2005/06) - Corea del Sur (2008/09) - Líbano (2005/06-2008/09) - Malasia (2005/06-2008/09) - Pakistán (2005/06-2008/09) - Singapur (2006/07) | - Alemania (2005/06-2008/09) - Austria (2005/06) - Francia (2005/06-2008/09) - Reino Unido (2005/06-2008/09) - Grecia (2006/07) - Irlanda (2005/06-2008/09) - Italia (2005/06-2008/09) - Mónaco (2008/09) - Países Bajos (2005/06-2008/09) - Portugal (2005/06-2008/09) - República Checa (2005/06-2007/08) - Rusia (2005/06) - Suiza (2005/06-2008/09) |
| - Brasil (2005/06-2008/09) - Canadá (2005/06-2008/09) - Estados Unidos (2005/06-2008/09) - México (2005/06-2008/09) | - China (2005/06-2008/09) - India (2005/06-2008/09) - Indonesia (2005/06-2008/09) - Japón (2005/06) - Corea del Sur (2008/09) - Líbano (2005/06-2008/09) - Malasia (2005/06-2008/09) - Pakistán (2005/06-2008/09) - Singapur (2006/07) | - Alemania (2005/06-2008/09) - Austria (2005/06) - Francia (2005/06-2008/09) - Reino Unido (2005/06-2008/09) - Grecia (2006/07) - Irlanda (2005/06-2008/09) - Italia (2005/06-2008/09) - Mónaco (2008/09) - Países Bajos (2005/06-2008/09) - Portugal (2005/06-2008/09) - República Checa (2005/06-2007/08) - Rusia (2005/06) - Suiza (2005/06-2008/09) |
| Oceanía | - China (2005/06-2008/09) - India (2005/06-2008/09) - Indonesia (2005/06-2008/09) - Japón (2005/06) - Corea del Sur (2008/09) - Líbano (2005/06-2008/09) - Malasia (2005/06-2008/09) - Pakistán (2005/06-2008/09) - Singapur (2006/07) | - Alemania (2005/06-2008/09) - Austria (2005/06) - Francia (2005/06-2008/09) - Reino Unido (2005/06-2008/09) - Grecia (2006/07) - Irlanda (2005/06-2008/09) - Italia (2005/06-2008/09) - Mónaco (2008/09) - Países Bajos (2005/06-2008/09) - Portugal (2005/06-2008/09) - República Checa (2005/06-2007/08) - Rusia (2005/06) - Suiza (2005/06-2008/09) |
| - Australia (2005/06-2008/09) - Nueva Zelanda (2005/06-2008/09)                                                     | - China (2005/06-2008/09) - India (2005/06-2008/09) - Indonesia (2005/06-2008/09) - Japón (2005/06) - Corea del Sur (2008/09) - Líbano (2005/06-2008/09) - Malasia (2005/06-2008/09) - Pakistán (2005/06-2008/09) - Singapur (2006/07) | - Alemania (2005/06-2008/09) - Austria (2005/06) - Francia (2005/06-2008/09) - Reino Unido (2005/06-2008/09) - Grecia (2006/07) - Irlanda (2005/06-2008/09) - Italia (2005/06-2008/09) - Mónaco (2008/09) - Países Bajos (2005/06-2008/09) - Portugal (2005/06-2008/09) - República Checa (2005/06-2007/08) - Rusia (2005/06) - Suiza (2005/06-2008/09) |

## Circuitos
El certamen ha visitado circuitos de los cinco continentes salvo en 2008/09, en el cual las fechas en Interlagos (Brasil) y México fueron suspendidas.
| - Algarve (2008/09) - Pekín (2006/07) - Brands Hatch (2005/06-2008/09) - Brno (2006/07-2007/08) - Chengdu (2008/09) - Dubái (2005/06) - Durban (2005/06-2007/08) | - Eastern Creek (2005/06-2007/08) - Estoril (2005/06) - Kyalami (2008/09) - Laguna Seca (2005/06) - Lausitzring (2005/06) - Monterrey (2005/06) - México (2006/07-2007/08) | - Sentul (2005/06-2006/07) - Sepang (2005/06-2008/09) - Shanghái (2005/06-2007/08) - Taupo (2006/07-2008/09) - Zandvoort (2006/07-2008/09) - Zhuhai (2007/08) |

## Formato de disputa
La programación de cada fecha es:
- Viernes: 2 sesiones de prácticas oficiales
- Sábado: 1 sesión de prácticas oficiales y 4 cuatro sesiones de calificaciones.
- Domingo: 1 tanda de calentamiento, una carrera corta y una carrera larga.

Las escalas de puntuación, duración de las carreras y cantidad de paradas en boxes han variado cada temporada. En 2008/09, las escalas son 10-8-6-5-4-3-2-1 para los ocho equipos mejor clasificados en la carrera corta y 15-12-10-8-6-5-4-3-2-1 para los diez equipos mejor clasificados en la carrera larga, más un punto por la vuelta rápida en cada una de las carreras, con una fecha de descarte.

## Automóviles
La categoría es monomarca, es decir, los equipos corren con la misma especificación de chasis, motor y neumáticos. La caja de cambios es secuencial de seis marchas, y el chasis está compuesto de un núcleo de aluminio en panal de abeja y un recubrimiento de fibra de carbono.
Hasta la temporada 2007/08, los chasis eran Lola, los motores eran Zytek V8 de 3,4 litros y 520 hp (550 hp en modo powerboost) y los neumáticos Avon Cooper. A partir de la temporada 2008/09, los motores son Ferrari V8 de 4,5 litros y 540 hp (600 hp en modo powerboost); el chasis es una adaptación del Ferrari F2004 de la temporada 2004 de Fórmula 1, y los neumáticos son Michelin.

## Campeones
| Temporada | País                | Pilotos                              |                     |
| --------- | ------------------- | ------------------------------------ | ------------------- |
| 2005/06   | Francia             | Alexandre Prémat / Nicolas Lapierre  |                     |
| 2006/07   | Alemania            | Nico Hülkenberg / Christian Vietoris |                     |
| 2007/08   | Suiza               | Neel Jani                            |                     |
| 2008/09   | Irlanda             | Adam Carroll                         |                     |
| 2009/10   | temporada cancelada | temporada cancelada                  | temporada cancelada |

## Pilotos destacados
| Piloto             | Victorias finales | Victorias totales | Podios totales |
| ------------------ | ----------------- | ----------------- | -------------- |
| Neel Jani          | 6                 | 10                | 30             |
| Nico Hülkenberg    | 6                 | 9                 | 14             |
| Jonny Reid         | 3                 | 7                 | 15             |
| Alexandre Prémat   | 3                 | 7                 | 8              |
| * Adam Carroll     | 3                 | 6                 | 12             |
| Nicolas Lapierre   | 3                 | 6                 | 1              |
| Oliver Jarvis      | 2                 | 2                 | 7              |
| Narain Karthikeyan | 2                 | 2                 | 3              |
| Alex Yoong         | 1                 | 4                 | 6              |
| Adrián Zaugg       | 1                 | 3                 | 6              |
| Loïc Duval         | 1                 | 2                 | 15             |
| Salvador Durán     | 1                 | 2                 | 10             |
| Nelson Piquet Jr.  | 1                 | 2                 | 5              |
| Filipe Albuquerque | 1                 | 1                 | 9              |
| Robbie Kerr        | 0                 | 3                 | 18             |

- *: Adam Caroll es norirlandés, y compitió con el equipo de Irlanda.